# ماركو ريتش
ماركو ريتش (بالألمانية: Marco Reich)‏ (30 ديسمبر 1977 بمايزنهايم في ألمانيا - ) هو لاعب كرة قدم ألماني في مركز الهجوم. شارك مع منتخب ألمانيا تحت 21 سنة لكرة القدم ومنتخب ألمانيا لكرة القدم. أما مع النوادي، فقد لعب مع النجم الأحمر بلغراد وديربي كاونتي وفيردر بريمن وكريستال بالاس وكيكرز أوفنباخ ونادي فولفسبيرغر ونادي كايزرسلاوترن ونادي كولن ونادي والسول وياغيلونيا بياويستوك وEC VSV ‏ ونادي كلاغنفورت.

## وصلات خارجية
- ماركو ريتش على موقع قاعدة بيانات كرة القدم.إي يو (الإنجليزية)
- ماركو ريتش على موقع بيانات كرة القدم. دي إي (الألمانية)
- ماركو ريتش على موقع ناشيونال فوتبول تيمز (الإنجليزية)
- ماركو ريتش على موقع Soccerbase.com (لاعب) (الإنجليزية)
- ماركو ريتش على موقع Soccerway.com (الإنجليزية)
- ماركو ريتش على موقع عالم كرة القدم.نت (الإنجليزية)